# Sorabe
Ne doit pas être confondu avec Souabe (dialecte), Sora-be ou Serbe.
Le sorabe (autonyme : serbšćina, en allemand : Sorbisch) est une langue slave.
Langue des anciens Slaves de l'Elbe, les Sorabes, établis dans l'est de l'Allemagne au VIe siècle, elle est encore parlée aujourd'hui en Lusace, province historique à cheval sur les Länder de Saxe et de Brandebourg, par quelque 45 000 locuteurs.
Il y a deux langues écrites, comprenant chacune plusieurs variantes dialectales :
- le haut-sorabe (Hornjoserbsce) en Haute-Lusace (30 000 locuteurs) ;
- le bas-sorabe (Dolnoserbski) en Basse-Lusace, menacé d'extinction (10 000 locuteurs).

Également, 5 000 Sorabes parlent un dialecte de transition entre le haut et le bas-sorabe, communément appelé moyen-sorabe.
Environ 5 000 locuteurs parlent le Sorabe au sud-Ouest de la Pologne.
Le sorabe se situe entre le tchèque et le polonais et s'écrit en caractères latins complétés par quelques signes diacritiques. Le haut-sorabe est phonétiquement proche du tchèque mais dispose d'un lexique apparenté au polonais, tandis que le bas-sorabe à l'inverse est phonétiquement proche du polonais mais utilise un lexique plus proche du tchèque et de l'allemand. C'est une langue régionale d'Allemagne, reconnue selon la Charte européenne des langues régionales ou minoritaires. La langue est utilisée dans la signalisation routière en Lusace.

Localisation de la Lusace, ancienne province historique d'Allemagne, d'Europe.

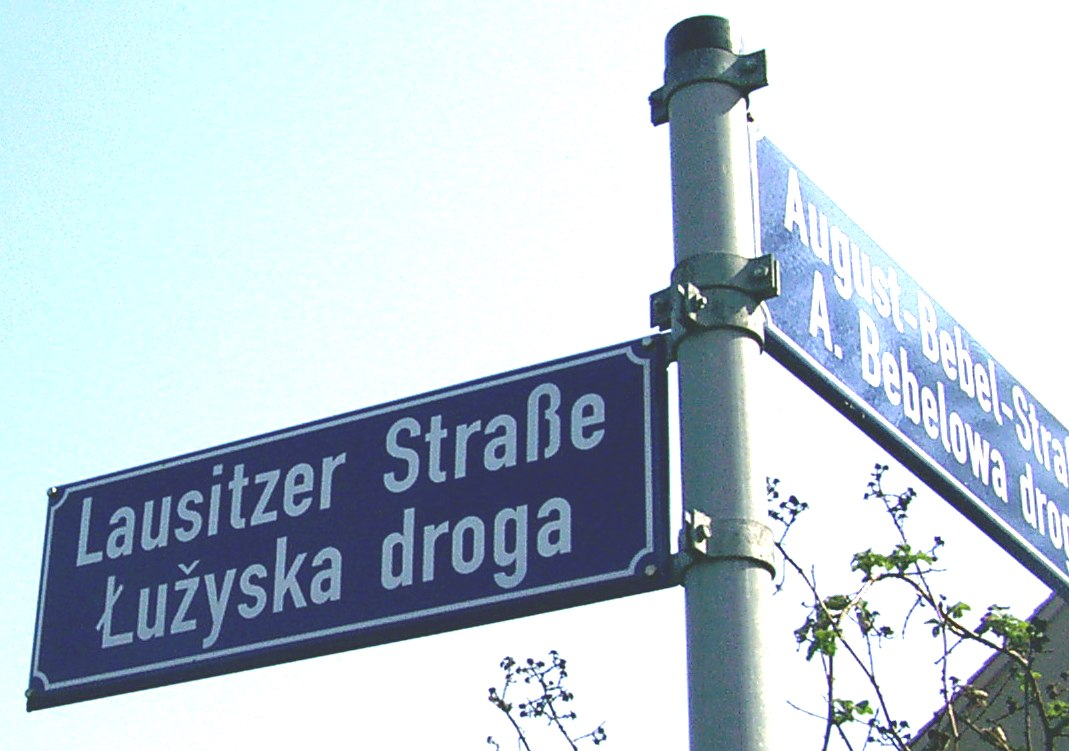
Signalisation bilingue en allemand et en sorabe à Cottbus.

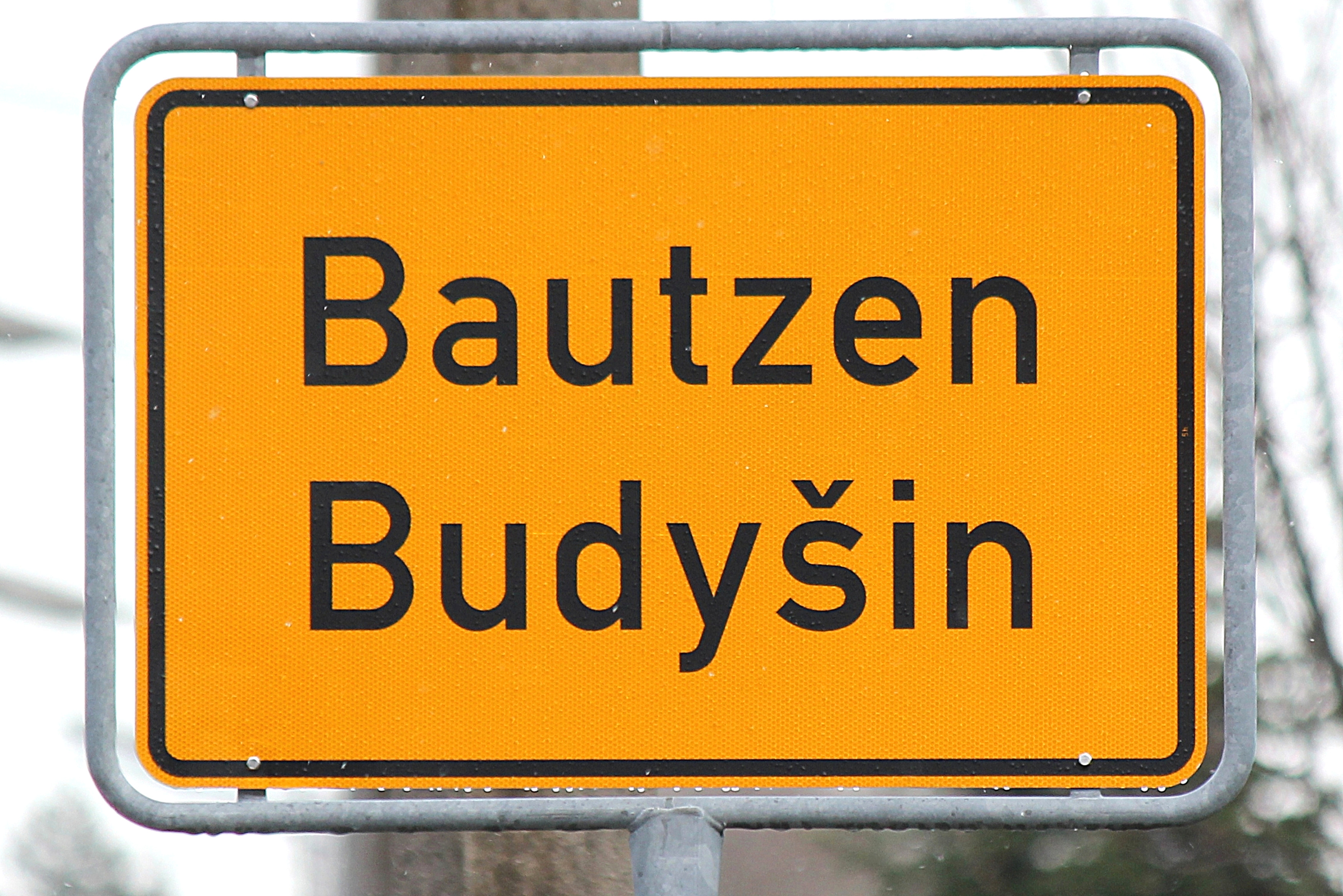
Panneau bilingue en allemand et en sorabe à l'entrée de la ville de Bautzen où demeure la plus grande population sorabe.

## Histoire
Le premier prince sorabe connu fut Derwan. Derwan rejoignit en 631-632 l'alliance du roi Samo en lutte contre les Avars et les Francs. Il fut aussi à l'origine de la première division des Serbes. En effet, son fils, au nom oublié par l'histoire mais appelé le prince de Serbie blanche, guida à sa demande une partie du peuple serbe vers l'Empire byzantin, donc les Balkans, à la suite de la demande d'aide de l'empereur Héraclius pour le compte duquel ils combattirent contre les Avars.
Il est vraiment surprenant que ces deux langues aient survécu au cours des siècles. La société sorabe était une société bien isolée, divisée en deux communautés religieuses qui perdurent aujourd'hui, l’une catholique, et l’autre évangélique, alors que les Sorabes des Balkans que l'on appelle maintenant serbes sont chrétiens orthodoxes. La langue sorabe se différencie de village en village. La Lusace catholique a fortement résisté à la colonisation germanique.
De nos jours, si le sorabe est parlé par 40 000 à 50 000 locuteurs, une autre partie des Sorabes ne parlent que l'allemand, ce qui est en grande partie la conséquence de l'histoire très mouvementée du XXe siècle. Cependant, ils se réclament toujours sorabes et ils s'identifient le plus souvent à leurs noms de famille. Ainsi, par exemple, si 10 % de la ville de Bautzen parle Sorabe, le reste de la population parle allemand, mais la population est très attachée à l'héritage sorabe, car une grande partie de la population est originaire de ce groupe ethnique et ne souhaite pas voir disparaître cet héritage : elle est donc bienveillante à la signalisation bilingue et profondément attachée à la langue.

## De nos jours

### Haut-sorabe
Le haut-sorabe a toujours beaucoup de variétés dialectales. Actuellement, il y a trois médias écrits, fort importants, qui propagent la langue et la culture sorabes. Le premier est le journal Serbske Nowiny, journal sécularisé, le deuxième, Katolski Posoł, qui représente le quotidien de la communauté catholique et le dernier, Pomhaj Bóh, fait pour et par la communauté évangélique. À la télé et à la radio, il y a des émissions en langue haute-sorabe. Le haut-sorabe devrait rester encore longtemps dans la famille des langues vivantes européennes. Tout d'abord parce que cette langue est parlée dans les institutions : la Domowina (représentant les intérêts de la population sorabe), la Maćica Serbska z.t. (société des sciences sorabe) ou encore l'Institut de sorabistique à Leipzig mais également grâce à la transmission de la langue aux enfants.

### Bas-sorabe
Le bas-sorabe n'est parlé que par quelque 10 000 locuteurs (en tant que langue maternelle) et quelques jeunes personnes. Le Nowy Casnik est un journal en bas-sorabe.

## Particularités grammaticales
La déclinaison possède sept cas :
1. nominatif
2. génitif
3. datif
4. accusatif
5. instrumental
6. locatif
7. vocatif

Il y a trois nombres, à savoir le singulier, le duel et le pluriel :
- ruka : la main (singulier)
- ruce : deux mains (duel)
- ruki : plus de deux mains (pluriel)

Une forme verbale ancienne (le prétérit synthétique), disparue dans les autres langues du groupe slave occidental a été conservée dans le haut-sorabe mais a pratiquement disparu dans le bas-sorabe qui a conservé en revanche le supin.
Le haut-sorabe est une langue particulière. Elle préserve des traits anciens de la vieille langue commune tel que le duel.
Exemple : Mój smój (dwaj) přećelej. Nous deux sommes (deux) frères.
- dwaj dubaj

- dwaj přećelej

- dwaj dnjej

- dwě žoni

- dwě pisani

La traduction de la Bible et la création d'une littérature riche ont contribué à perpétuer le haut-sorabe. Actuellement, des projets dans des écoles maternelles de la Lusace sont introduits dans le même but. La Lusace est divisée en régions appelées zupas, mais ces régions n'ont aucune valeur administrative ou politique. Elles existent seulement au sein de l'Union des associations sorabes Domowina.